# Elecciones al Parlamento Europeo de 2004 (Estonia)
En las elecciones al Parlamento Europeo de 2004 en Estonia, celebradas en junio, se escogió a los 6 representantes de dicho país para la sexta legislatura del Parlamento Europeo. Tras su reciente incorporación a la Unión Europea, es la primera participación de Estonia en unos comicios europeos.

## Resultados
| Datos de participación | Datos de participación | Datos de participación |
| ---------------------- | ---------------------- | ---------------------- |
| Censo electoral        | 873.809                | 100%                   |
| Votantes               | 234.485                | 26,8                   |
| Abstención             | 639.324                | 73,2                   |
| Válidos                | 232.230                |                        |
| A candidatura          | 232.241                | 100,0                  |

| ← Elecciones al Parlamento Europeo de 2004 →        |        |       |         |
| Partido                                             | Votos  | %     | Escaños |
| Partido Socialdemócrata (SDE)                       | 85.433 | 36,79 | 3       |
| Partido del Centro Estonio (K)                      | 40.704 | 17,53 | 1       |
| Partido Reformista Estonio (ER)                     | 28.377 | 12,22 | 1       |
| Unión Pro Patria (IL)                               | 24.375 | 10,50 | 1       |
| Unión Popular de Estonia (ERL)                      | 18.692 | 8,05  | 0       |
| Res Publica (RP)                                    | 15.458 | 6,66  | 0       |
| Candidatos independientes (IND)                     | 13.162 | 5,67  | 0       |
| Partido Democrático Estonio (EDP)                   | 2.849  | 1,23  | 0       |
| Partido de los Pensionistas Estonios (EPP)          | 1.329  | 0,57  | 0       |
| Partido Socialdemócrata del Trabajo Estonio (ESDLP) | 1.057  | 0,46  | 0       |
| Partido Ruso en Estonia (RPE)                       | 805    | 0,35  | 0       |